# أحمد أنور شاهين
أحمد أنور شاهين (من مواليد بلبيس1951 م) أستاذ ورئيس قسم الميكروبيولوجي والمناعة الطبية بكلية الطب (جامعة الزقازيق)، مستشار لجنة الصحة والبيئة والسكان بمجلس الشعب المصري، والطبيب المثالي على مستوى مصر عامي 1989 و2001. رشَّحته جامعة الزقازيق للحصول على جائزة الملك فيصل العالمية.